# T Fornacis
T Fornacis är en halvregelbunden variabel av SRB-typ i stjärnbilden Ugnen.
Stjärnan har visuell magnitud +9,49 och varierar i amplitud med 1,16 magnituder och en period av 91,8 dygn.